# Transport w Szwajcarii
Transport w Szwajcarii – system transportu działający na terenie Szwajcarii.
Infrastruktura transportowa Szwajcarii jest bardzo dobrze rozwinięta. W kraju zlokalizowanych jest 5196 km linii kolejowych, 1840 km dróg krajowych i 17 854 km dróg kantonalnych.
Szwajcarską infrastrukturę transportową uzupełniają 127-kilometrowe trasy kolei zębatej, 327 km linii tramwajowych, prawie 1000 km kolejek linowych i 109 km rurociągów (w tym 60 km nieaktywnych).
Turyści mają dostęp do oznakowanej sieci szlaków o długości 65 000 km a rowerzyści o długości 21 000 km.

## Transport drogowy

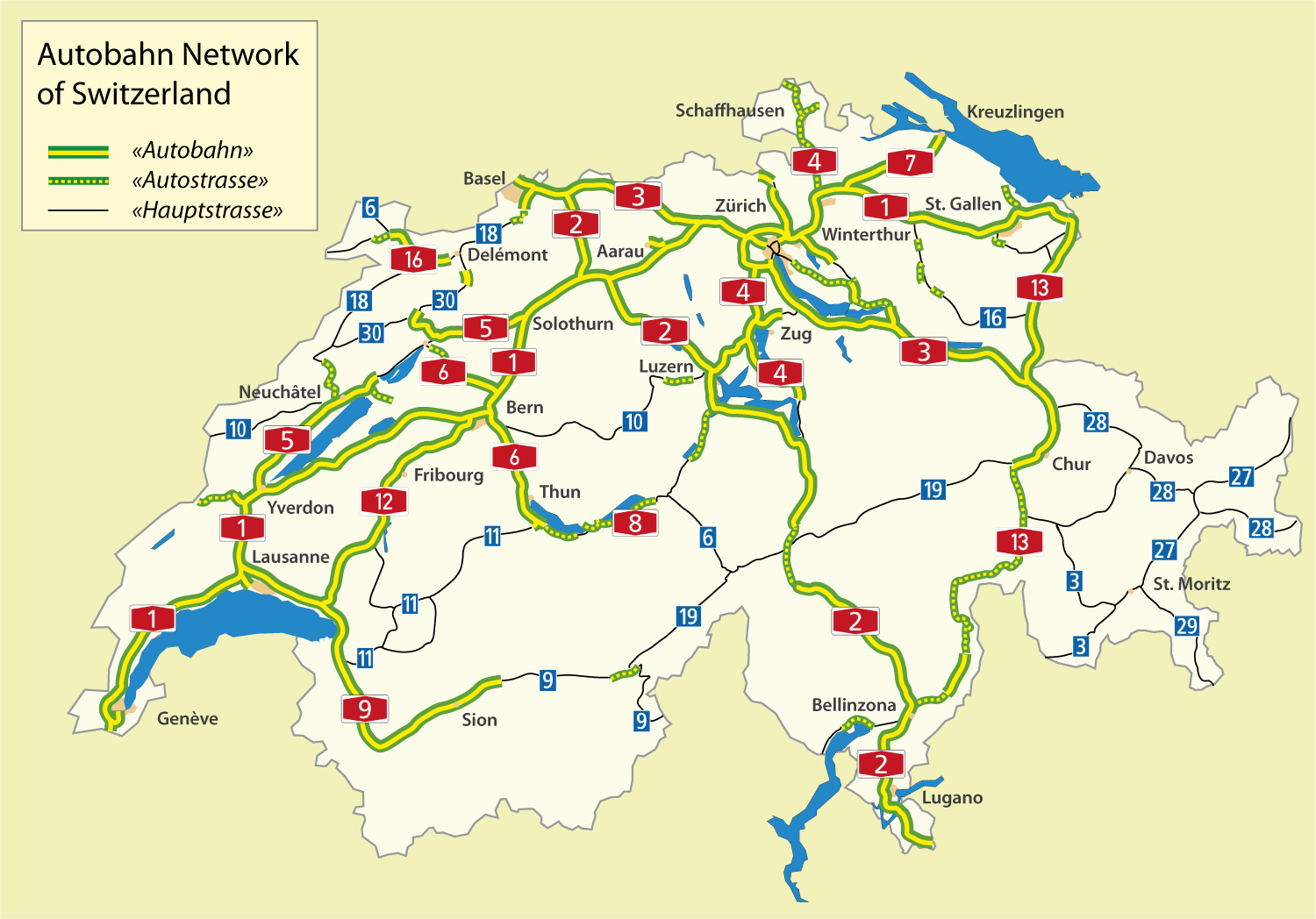
Sieć drogowa w Szwajcarii

## Transport lotniczy
W dziedzinie transportu lotniczego trzy lotniska: w Zurychu, Genewie i Bazylei zapewniają połączenie Szwajcarii z ośrodkami europejskimi i światowymi.
Ponadto w sumie jedenaście regionalnych portów lotniczych obsługuje przede wszystkim lotnictwo biznesowe i turystyczne.

## Transport miejski
Transport miejski, zwłaszcza w dużych aglomeracjach, jest bardzo dobrze rozwinięty. Dotyczy to przede wszystkim sieci tramwajów i autobusów.